# 神戸市立道場小学校
神戸市立道場小学校（こうべしりつ どうじょうしょうがっこう）は、兵庫県神戸市北区道場町塩田に所在する公立小学校。

## 沿革
- 1873年（明治6年）8月 - 生野村と塩田村に生田小学校を、日下部村と平田村に養成小学校を、道場川原村に教道小学校を設置。
- 1875年（明治8年） - 生田小学校から生野小学校が分離独立。
- 1880年（明治13年）7月 - 生田小学校が塩田小学校に改称。
- 1883年（明治16年）4月 - 生野小学校と塩田小学校が合併し、塩生小学校が成立。
- 1884年（明治17年）8月 - 養成小学校と教道小学校が合併し、教成小学校が成立。
- 1887年（明治20年）4月 - 塩生小学校と教成小学校が合併し、塩田尋常小学校が成立。
- 1900年（明治33年）6月 - 道場東尋常小学校に改称。
- 1901年（明治34年）4月 - 高等科を設置し、道場東尋常高等小学校に改称。
- 1902年（明治35年）7月 - 道場村から長尾村が独立し、道場村立道場尋常高等小学校に改称。
- 1908年（明治41年）4月 - 道場村立道場尋常小学校に改称。
- 1917年（大正6年）4月 - 道場村立道場尋常高等小学校に改称。
- 1941年（昭和16年）4月1日 - 道場村立道場国民学校に改称。
- 1947年（昭和22年）4月1日 - 道場村立道場小学校に改称。
- 1951年（昭和26年）7月1日 - 道場村が神戸市に編入され、神戸市立道場小学校に改称。

## 通学区域
- 神戸市北区
  - 道場町（生野高原住宅地区（生野字南山1172番地）を除く）

## 進学先中学校
- 神戸市立北神戸中学校

## 校区内の主な施設
- 神戸市北神区役所 道場連絡所
- 神戸市水道局千苅浄水場
- 千苅ダム
- 神戸市農村環境改善センター
- 神戸市立道場児童館
- 神戸市立道場幼稚園
- 道場保育園
- 尼崎市尼崎学園
- 道場郵便局
- 兵庫六甲農業協同組合 道場支店
- 塩田八幡宮
- 鏑射寺
- 松原城址
- JR福知山線道場駅
- 神戸電鉄三田線神鉄道場駅

## 交通
- 神戸電鉄三田線神鉄道場駅より徒歩約12分

## 関係者

### 出身者
- 山脇延吉（実業家、政治家）
- 藤岡寛生（プロ野球選手、僧侶）

## 通学区域が隣接している学校
- 神戸市立長尾小学校
- 神戸市立鹿の子台小学校
- 神戸市立義務教育学校八多学園
- 神戸市立有野小学校
- 西宮市立山口小学校
- 西宮市立北六甲台小学校
- 西宮市立名塩小学校
- 宝塚市立西谷小学校
- 三田市立三輪小学校
- 三田市立三田小学校